# Aphyosemion australe

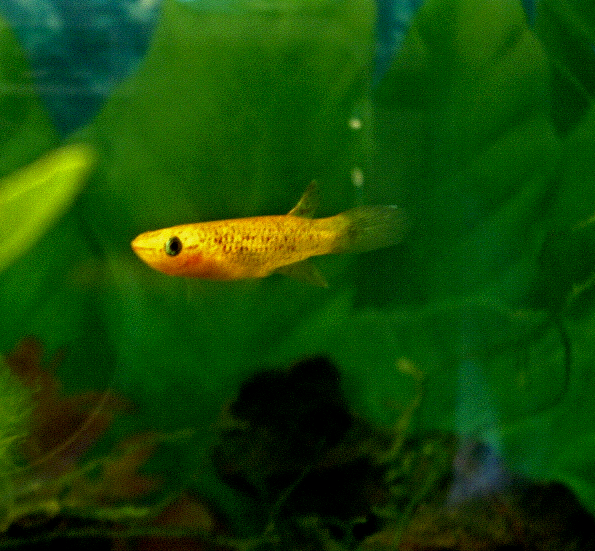
Exemplar femella

Aphyosemion australe és una espècie de peix de la família dels aploquèilids i de l'ordre dels ciprinodontiformes que es troba a Àfrica: Angola, el Gabon, Camerun i República del Congo.
Els mascles poden assolir els 6 cm de longitud total.